# Koh Bong-jo
Koh Bong-jo (kor. 고봉조; * 15. Februar 2002) ist ein südkoreanischer Fußballspieler.

## Karriere
Koh Bong-jo erlernte das Fußballspielen in verschiedenen Jugendmannschaften Südkoreas sowie in der Schulmannschaft der Jejuseo Elementary School und der Universitätsmannschaft der Yong In University. Im Februar 2024 ging er nach Japan. Hier unterschrieb er in Tosu einen Vertrag beim Erstligisten Sagan Tosu. Ende April 2024 wechselte er auf Leihbasis zum Zweitligisten Ventforet Kofu. Sein Zweitligadebüt für den Verein aus Kōfu gab er am 6. Mai 2024 (14. Spieltag) im Auswärtsspiel gegen Blaublitz Akita. Bei dem 3:2-Auswärtserfolg stand er in der Startelf und spielte die kompletten 90 Minuten. Für Kofu bestritt er acht Ligaspiele. Die Saison 2025 wurde er an den Zweitligaaufsteiger Kataller Toyama ausgeliehen.